# Риба, Карлес
Карлес Риба (кат. Carles Riba i Bracons, 23 сентября 1893, Барселона — 12 июля 1959, Барселона) — каталонский поэт и переводчик, классик национальной литературы.

## Биография
Изучал право, философию и литературу в Барселонском университете, получил отличную подготовку эллиниста. В 1916 году женился на поэтессе Клементине Ардериу; работал преподавателем, журналистом, переводчиком. В 1922 году приехал в Мюнхен, где изучал филологию под руководством Карла Фосслера. Путешествовал по Италии и Греции. Помогал Пумпеу Фабра в его работе над «Общим словарём каталанского языка».
Позже работал в фонде Берната Медже, преподавал греческий язык в Независимом университете Барселоны. После победы франкистов в 1939 году переехал во Францию, но в 1943 году вместе с женой вернулся на родину. Работал над переводами античных авторов.

## Переводческая деятельность
Многосторонний и неутомимый переводчик, чья работа имела огромное значение для развития каталонской словесности и каталанского языка. Перевёл на каталанский Гомера, Плутарха, Эсхила, Софокла, Еврипида, Ксенофонта, Корнелия Непота, Вергилия, Плавта, Авзония, книги Ветхого Завета (Песнь Песней, Книга Руфь). Также перевел Тристана и Изольду Бедье, Декамерон Боккаччо, жизнеописание Челлини, сказки братьев Гримм, произведения Гёльдерлина, Гофмана, Гоголя, Келлера, Эдгара По, Рильке, Кафки, Кавафиса, Кокто и многих других.

## Произведения

### Проза
- 1917 — Aventures de Perot Marrasquí
- 192] — Guillot el bandoler
- 1924 — L’amor ingenu
- 1928 — Sis Joans

### Поэзия
- 1919 — Primer llibre d’Estances
- 1912—1919 — La paraula de lloure
- 1930 — Segon llibre d’Estances
- 1937 — Tres suites
- 1943 — Les elegies de Bierville
- 1947 — Del joc i del foc
- 1952 — Salvatge Cor
- 1957 — Esboç per a tres oratoris

### Эссеистика и литературная критика
- 1922 — Escolis i altres articles
- 1927 — Els marges
- 1937 — Per comprendre
- 1957 — …Més els poemes

## Публикации на русском языке
- Стихи // Из каталонской поэзии. Ленинград: Художественная литература, 1984. С. 146—153.